# Ignelater dominicanensis
Ignelater dominicanensis là một loài bọ cánh cứng trong họ Elateridae. Loài này được Garcia & Pina miêu tả khoa học năm 2002.